# Sicyopus zosterophorum
Sicyopus zosterophorum är en fiskart som först beskrevs av Bleeker, 1857.  Sicyopus zosterophorum ingår i släktet Sicyopus och familjen smörbultsfiskar. Inga underarter finns listade i Catalogue of Life.